# آیدیا فکتوری
آیدیا فکتوری (انگلیسی: Idea Factory) شرکت بازی ویدئویی ژاپنی است، که در سال ۱۹۹۴ تأسیس شد.